# Carmody's Hotel
Carmody's Hotel was een hotel aan Abbey Street in Ennis in het Ierse graafschap County Clare. Het hotel werd geopend in 1804 en gesloten in 1957.
Op 15 januari 1958, tijdens een veiling van de inventaris van het kort tevoren gesloten hotel, stortte een deel van het gebouw in. Hierbij vielen acht doden, onder wie de Belgische componist Ernest de Regge, en vijfentwintig gewonden. Veel van de gewonden werden opgevangen in Queens Hotel aan de overzijde van de straat, waar toen juist een huwelijksreceptie plaatsvond van een verpleegkundige.
Het hotel werd gesloopt en er werd een nieuw pand gebouwd met een plaquette aan de gevel, ter nagedachtenis aan degenen die omkwamen bij de ramp.
Carmody's Hotel was de vaste verblijfplaats van onder meer Daniel O'Connell, Charles Stewart Parnell en Éamon de Valera wanneer zij in Ennis verbleven.